# Veľký Kýr
Veľký Kýr (Hongaars: Nyitranagykér) is een Slowaakse gemeente in de regio Nitra, en maakt deel uit van het district Nové Zámky.
Veľký Kýr telt 3069 inwoners.
De meerderheid van de bevolking behoort tot de Hongaarse minderheid in Slowakije. In 2011 waren 1634 van de 3008 inwoners Hongaar en 1318 Slowaak. 